# Лешно (озеро, Ушачский район)
Ле́шно (бел. Ле́шна) или Лешито — озеро в Ушачском районе Витебской области Белоруссии. Относится к бассейну реки Дива.

## Описание
Озеро Лешно располагается в 28 км к востоку от городского посёлка Ушачи, к западу от деревни Любжино.
По данным 2011 года, площадь поверхности озера составляет 0,21 км², длина — 0,71 км, наибольшая ширина — 0,44 км. Длина береговой линии — 2,06 км. Наибольшая глубина — 11,8 м, средняя — 4 м. Объём воды в озере — 0,85 млн м³.
Западные склоны котловины достигают 18 м в высоту, остальные не превышают 3 м. На северных и восточных склонах произрастает кустарник, остальные покрыты лесом. Берега преимущественно низкие, песчаные. С севера и востока к озеру примыкает заболоченная пойма. Мелководье обширное, песчаное. На глубине дно песчано-илистое или илистое. Наиболее глубокая впадина расположена в центральной части озера, ближе к южному берегу.
На востоке впадает ручей. На северо-западе присутствует зарастающая протока в озеро Женно.
В озере Лешно водятся окунь, плотва, лещ, щука, линь и другие виды рыб.